# Клайнхойбах
Клайнхойбах (нем. Kleinheubach) — ярмарочная община в Германии, в земле Бавария. В городе расположен дворцовый комплекс князей Лёвенштейнов.
Подчиняется административному округу Нижняя Франкония. Входит в состав района Мильтенберг. Подчиняется управлению Клайнхойбах.  Население составляет 3522 человека (на 31 декабря 2010 года). Занимает площадь 9,49 км².

## Население
По оценке на 31 декабря 2015 года население общины Клайнхойбах составляет 3657 чел. 

| Дата      | 1840 | 1871 | 1900 | 1925 | 1939 | 1950 | 1961 | 1970 | 1987 | 2011 |
| --------- | ---- | ---- | ---- | ---- | ---- | ---- | ---- | ---- | ---- | ---- |
| Население | 1605 | 1390 | 1461 | 1494 | 1501 | 2270 | 2335 | 2689 | 2761 | 3614 |

| Год       | 1960 | 1970 | 1980 | 1990 | 2000 | 2009 | 2010 | 2011 | 2012 | 2013 | 2014 | 2015 |
| --------- | ---- | ---- | ---- | ---- | ---- | ---- | ---- | ---- | ---- | ---- | ---- | ---- |
| Население | 2332 | 2730 | 2786 | 3066 | 3480 | 3535 | 3522 | 3625 | 3671 | 3634 | 3643 | 3657 |

## Уроженцы
- Каль, Вильгельм